# Рогачёв, Валерий Степанович
Вале́рий Степа́нович Рогачёв (4 июля 1946 — 3 февраля 2015) — российский государственный деятель, первый председатель Брянской областной Думы (1994—1995).

## Биография
В 1965 г. окончил Кокинский сельскохозяйственный техникум по специальности «агрономия». Служил в рядах Советской армии, после чего работал агрономом, старшим агрономом в хозяйствах Навлинского и Брянского районов.
В течение 12 лет был председателем колхоза «Дружба» Жирятинского района. В 1984—1985 гг. — начальник Управления сельского хозяйства Брянского райисполкома, с 1985 г. — первый заместитель Брянского райисполкома; второй секретарь Брянского РК КПСС. В 1987 году окончил Всесоюзный сельскохозяйственный институт заочного образования с квалификацией «агроном». С 1987 г. работал директором ОПХ «Брянское», с 1988 г. — генеральным директором АПК «Десна». С 1991 г. — начальник Управления сельского хозяйства Брянской области.
С 1990 г. — депутат Брянского областного Совета народных депутатов. С сентября 1994 г. по октябрь 1995 г. — председатель Брянской областной Думы.
Затем работал директором ОО «Запчасть» (1995—1998). С 1998 г. — заместитель руководителя — начальник отдела территориального управления Государственного антимонопольного комитета РФ по Смоленской и Брянской областям. С 1999 г. — начальник Брянского территориального управления Министерства РФ по антимонопольной политике и поддержке предпринимательства (с 2004 г. — Брянское управление Федеральной антимонопольной службы России). Вышел на пенсию в 2013 г.
Увлекался собаководством — заводчик кавказских овчарок, владелец питомника «Брянский страж».

### Семья
Был женат, двое детей.

## Награды
- орден «Знак Почёта»
- орден Трудового Красного Знамени
- почётная грамота Министерства РФ по антимонопольной политике и поддержке предпринимательства
- Заслуженный работник сельского хозяйства Российской Федерации
- Почётный работник антимонопольных органов России.